# 그로드노현

그로드노현의 문장

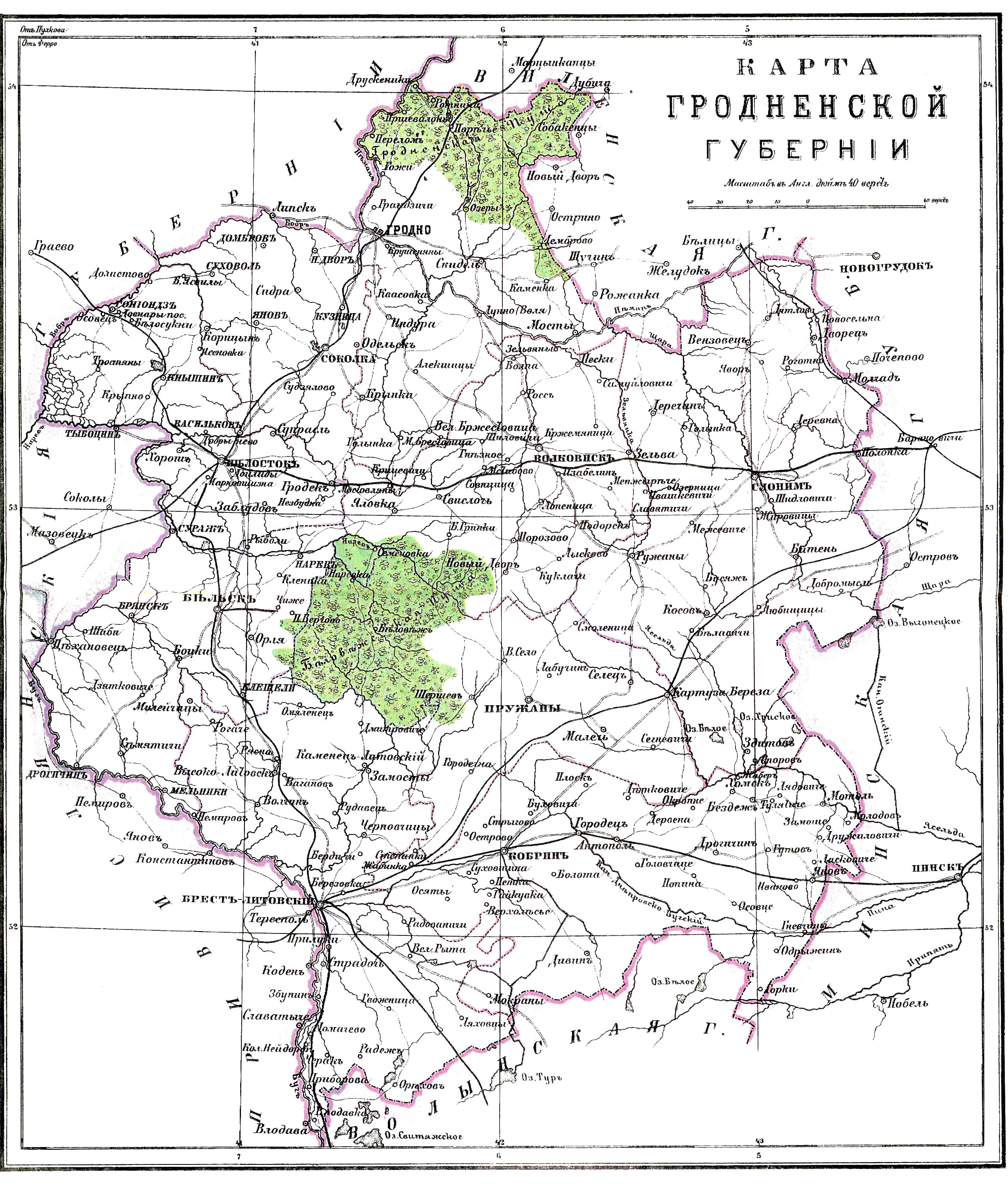
그로드노현의 지도

그로드노현(러시아어: Гродненская губерния)은 1801년부터 1915년까지 존재했던 러시아 제국의 현으로 현도는 흐로드나(그로드노)이며 면적은 38,108km2, 인구는 1,631,645명(1901년 당시 기준)이다. 현재의 벨라루스 흐로드나주와 브레스트주 서부, 리투아니아 남부, 폴란드 동부에 걸쳐 있었다.